# Имам-Кули хан
Имам-Кули хан (перс. امامقلی خان،‎) — сефевидский военачальник, генерал. Командир сефевидской армии в битвах при Ормузе и при Кешме. Сын Аллахверди-хана из грузинской семьи Ундиладзе.

## Биография
Впервые Имам Кули хан упоминается в 1610 году как управляющий городом Лар. По смерти Аллахверди Хана в 1613 году шах Аббас назначил его сына Имамгулу Хана на его место в качестве генерал-губернатора провинции Фарс. В 1621 году при его посредничестве Британская Ост-Индская компания стала сотрудничать с Сефевидами. Благодаря этому были захвачены острова Кешм и Ормуз. Но в 1633 году Имамгулу Хан был казнён шахом Сефи вместе со всем своим семейством.

## Память
В 1990 году на острове Кешм был воздвигнут памятник Имам-Кули хану.